# Ne m'abandonne pas
 Ne m'abandonne pas é um telefilme francês de 2016 dirigido por Xavier Durringer. Foi transmitido em 3 de fevereiro de 2016 na France 2. O filme aborda o tema dos jovens muçulmanos franceses que se radicalizaram e foram incentivados a ir à Síria para ingressar na guerra civil. Foi premiado na categoria filme para TV ou minissérie no Emmy Internacional 2017.

## Sinopse
Uma mãe descobre que a filha de 17 anos virou radical e prepara-se para ir ter com um jihadista na Síria, com quem se casou pela Internet. Para liberá-la do recrutamento de que foi vítima, ela resolve isolar totalmente a adolescente.

## Elenco
- Lina El Arabi	...	Chama
- Samia Sassi	...	Inès
- Marc Lavoine ...	Adrien
- Sami Bouajila	...	Medhi
- Tassadit Mandi	...	Fatima

## Prêmios e indicações
| Ano  | Prêmio                               | Categoria                       | Indicado           | Resultado | Ref   |
| ---- | ------------------------------------ | ------------------------------- | ------------------ | --------- | ----- |
| 2016 | Seoul International Drama Awards     | Melhor Atriz                    | Samia Sassi        | Venceu    |       |
| 2016 | Seoul International Drama Awards     | Melhor Telefilme                | Ne m'abandonne pas | Venceu    |       |
| 2017 | Emmy Internacional 2017              | Melhor Telefilme ou Minissérie  | Ne m'abandonne pas | Venceu    | [ 2 ] |
| 2017 | Festival de Televisão de Monte Carlo | Melhor Programa de Ficção       | Ne m'abandonne pas | Venceu    |       |
| 2017 | Festival de Televisão de Monte Carlo | Melhor Ator em Série Minissérie | Marc Lavoine       | Indicado  |       |